# 灰枝紫菀
灰枝紫菀（学名：Aster poliothamnus）为菊科紫菀属的植物，是中国的特有植物。分布在中国大陆的青海、甘肃、西藏、四川等地，生长于海拔1,800米至3,300米的地区，常生于山坡或溪岸，目前已由人工引种栽培。